# 顾家溪村
顾家溪村，浙江省杭州市萧山区戴村镇的一个行政村，位于萧山区西南，离萧山主城区31公里。村中顾姓人口最多。顾家溪村由勤工、平山两个自然村于2005年合并而成。顾家溪村手工造纸历史悠久，被评选为省级民俗文化村。

## 历史
元至元十六年（1279年），顾家溪属七都五图。清宣统元年属沈村乡。民国20年（1931年）属二都二十八图。民国36年（1947年）属长潭乡第五保。中华人民共和国成立后，村属长潭乡（勤工村曾于枫树村合并为东山村）。1956年农业合作化时，平山建立金星高级农业生产合作社，勤工建立勤工高级农业生产合作社。1958年，全县实现人民公社化后，金星、增丰、永丰三个高级农业生产合作社合并组建为跃进生产大队，勤工、枫树（时为胜利农村生产合作社）、响石桥合并组建为东山生产大队，均属戴村人民公社长潭管理区。1961年7月，属河上区云石人民公社，跃进生产大队改为金星生产大队（下属金星、增丰、永丰三大队）。撤销东山大队，勤工单独建立生产大队，下设四个小队。1969年2月，属戴村人民公社。1971年2月，属云石人民公社。1984年5月，设立乡政权，乡下为村，属云石乡，金星大队改平山村，勤工大队改勤工村。2001年7月30日，云石乡与戴村镇合并为戴村镇，属戴村镇。2005年5月，平山村与勤工村合并为顾家溪村。